# أوبري ويليس وليامز
أوبري ويليس وليامز (بالإنجليزية: Aubrey Willis Williams)‏ هو عامل اجتماعي أمريكي، ولد في 23 أغسطس 1890، وتوفي في 5 مارس 1965.